# Richard Remer
Richard Frederick Remer (Brooklin, 21 de junio de 1883 - † Fort Lauderdale, 18 de julio de 1973) fue un atleta estadounidense especializado en marcha atlética. 
Ganó la medalla de bronce en la especialidad de 3 kilómetros marcha en los Juegos Olímpicos de Amberes de 1920.
Su mejor marca en los 3 km marcha quedó establecida en el año 1920 con un tiempo de 13:22.2
- La prueba de 3 kilómetros marcha no se realizaba desde los Juegos de Atenas de 1906. Después de 1920 no se ha vuelto a realizar en unos Juegos Olímpicos.